# میخایلو دنیسوف
میخایلو دنیسوف (انگلیسی: Mykhaylo Denysov؛ زادهٔ ۳ اکتبر ۱۹۸۵) بازیکن فوتبال اهل اوکراین است.
از باشگاه‌هایی که در آن بازی کرده‌است می‌توان به باشگاه فوتبال نوبهار نمنگان و باشگاه فوتبال ویدتون اشاره کرد.